# Chlorochaeta pustulata
Chlorochaeta pustulata är en fjärilsart som beskrevs av Hüfnagel 1767. Chlorochaeta pustulata ingår i släktet Chlorochaeta och familjen mätare. Inga underarter finns listade i Catalogue of Life.